# Sobek
Pour les articles homonymes, voir Sobek (homonymie).
Dans la mythologie égyptienne, Sobek (en grec : Suchos ou Sucos, σοũχος ou Σοũχος) « Crocodile », est le fils de la déesse aquatique Neith et d'un des dieux jumeaux. Son statut de dieu de l’eau et de la fertilité le fait adorer partout dans le delta du Nil, la région du Fayoum et à Kôm Ombo.

## Sobek dans ses temples

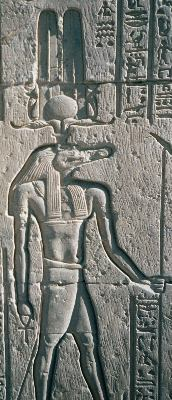
Sobek sur les murs du temple de Sobek et Haroëris à Kôm Ombo.

Dans le temple de Kôm Ombo, il est adoré sur un pied d'égalité avec Haroëris, Horus l'Aîné (le temple de Sobek et Haroëris, avec deux dieux principaux, présente un fait unique en Égypte). Il y a Hathor pour parèdre, mais selon les temples, il peut avoir telle ou telle autre déesse pour compagne (Rénénouet à Médinet el Fayoum, par exemple). Dans les temples qui lui sont consacrés dans le Fayoum, il est couramment désigné comme Sobek, Seigneur de tel  sanctuaire. À Soknopaiou Nésos (site archéologique au nord du lac du Fayoum), il est Sobek, Seigneur du Lac : So(b)k-Neb-Payou(m), ce qui donne Soknepaiou en démotique et en grec ; à Tebtynis, à côté du village actuel de Tell Oumm el-Baragat, dans le sud-est du Fayoum, il est adoré sous l'intitulé Sobek, Seigneur de (Teb)tynis, soit So(b)k-Neb-Tynis, d'où les noms démotique et grec de Soknebtynis.

## Cultes du crocodile
La présence de crocodiles dans le Nil était pour les Égyptiens l’annonce d'une crue favorable aux récoltes : les crocodiles étaient donc des animaux sacrés à cette époque. Maître des eaux, il est le dieu qui irrigue les champs.
Vers la Basse époque, les Égyptiens cherchent à gagner ses faveurs afin d’en avoir moins peur en lui offrant des figurines représentant l’animal portant le disque solaire orné du cobra protecteur. Il deviendra rapidement un dieu important dans le panthéon sous la forme syncrétique de Sobek-Rê.
Il est parfois représenté sur la barque solaire en train de terrasser le serpent géant Apophis, personnification du chaos, monstre essayant d'engloutir le Soleil. Ce rôle de protecteur de la barque solaire est aussi attribué à la déesse Sekhmet ou bien encore au dieu Seth. Il est localement considéré comme un dieu primordial.
Selon l'Interpretatio graeca, Sobek est assimilé à Chronos, l'un des dieux grecs primordiaux et le dieu du temps. L'origine et les raisons de cette assimilation sont encore en débat chez les historiens des religions.

## Théonomie
Les noms d'Égyptiens composés à partir du nom Sobek sont légion. Dès la XIIe dynastie avec la reine Sobeknéferourê (Sobek est la perfection de Rê), puis lors de la Deuxième Période intermédiaire (XIIIe dynastie), plusieurs rois prendront le nom Sobekhotep (Sobek est satisfait) dans leur titulature. Lors de la XVIIe dynastie deux souverains se nommèrent Sobekemsaf (Sobek est sa protection), ainsi qu'une princesse, plus curieusement car c'est un nom masculin.
De nombreux Égyptiens des époques tardives (grecque et romaine) portent des noms tels que Sisoukhos, Marsisoukhos, Pétésoukhos, ou encore Khroniôn.

## Taxonomie
En taxonomie paléontologique, un crocodylomorphe fossile, Sebecus icaeorhinus et à sa suite, le clade des Sébécosuchiens et la famille des Sébécidés dont il fait partie, ont été nommés en hommage à Sobek par George Gaylord Simpson en 1937.